# Christmas in Spiceworld
Christmas In Spiceworld è stato un residency show del gruppo musicale britannico Spice Girls.
Il tour era composto di 2 tappe e 8 date, una a Manchester e una a Londra, e si è svolto nel dicembre del 1999. Il tour, che ha registrato il tutto esaurito, si è svolto con la formazione a quattro del gruppo, poiché Geri Halliwell aveva già abbandonato le altre ragazze.

## Scaletta
1. Spice Up Your Life
2. Something Kinda Funny
3. Say You'll Be There
4. Right Back At Ya
5. Step To Me
6. Mama
7. Too Much
8. W.O.M.A.N.
9. 2 Become 1
10. Stop
11. Holler
12. Who Do You Think You Are?
13. Never Give Up On The Good Times
14. Wannabe
15. Goodbye
Encore
16. Viva Forever
17. Christmas medley: Merry Christmas Everybody/I Wish It Could Be Christmas
18. Wannabe (Reprise)

## Voci
- Melanie C
- Melanie B
- Emma Bunton
- Victoria Adams

## Date
- 4 dicembre Manchester Evening News Arena
- 5 dicembre Manchester Evening News Arena
- 7 dicembre Manchester Evening News Arena
- 8 dicembre Manchester Evening News Arena
- 12 dicembre London Earls Court
- 13 dicembre London Earls Court
- 15 dicembre London Earls Court
- 16 dicembre London Earls Court